# Internazionali d'Italia 1974
Gli Internazionali d'Italia 1974 sono stati un torneo di tennis giocato sulla terra rossa. È stata la 31ª edizione degli Internazionali d'Italia, che fa parte del Commercial Union Assurance Grand Prix 1974 e dei Tornei di tennis femminili indipendenti nel 1974. Sia che il torneo maschile che quello femminile si sono giocati al Foro Italico di Roma in Italia. A causa della sua iscrizione alla World Team Tennis Jimmy Connors non ha potuto prendere parte al torneo.

## Campioni

### Singolare maschile
Björn Borg ha battuto in finale  Ilie Năstase con il punteggio di 6–3, 6–4, 6–2

### Singolare femminile
Chris Evert ha battuto in finale  Martina Navrátilová con il punteggio di 6–3, 6–3

### Doppio maschile
Brian Gottfried /  Raúl Ramírez hanno battuto in finale  Juan Gisbert /  Ilie Năstase con il punteggio di 6–3, 6–2, 6–3

### Doppio femminile
Chris Evert /  Ol'ga Morozova hanno battuto in finale  Helga Masthoff /  Heide Orth per walkover